# Artur Terzyk
Artur Piotr Terzyk (ur. 22 listopada 1967 w Żninie) – polski chemik, profesor chemii fizycznej.

## Życiorys
W 1986 roku ukończył Liceum Ogólnokształcące w Żninie. Następnie podjął studia na Uniwersytecie Mikołaja Kopernika w Toruniu, które ukończył w roku 1991. Cztery lata później obronił doktorat zatytułowany Badanie oddziaływań międzycząsteczkowych w układzie: adsorbat-mikroporowaty węgiel aktywny. Pracę habilitacyjną pt. Węgle aktywne – nowoczesne metody charakteryzacji oraz zastosowanie do adsorpcji substancji biologicznie czynnych obronił w roku 2005. Od 2006 jest profesorem UMK i pracuje w Katedrze Chemii Materiałów, Adsorpcji i Katalizy Wydziału Chemii UMK. W roku 2012 uzyskał tytuł profesora nauk chemicznych.
W 1995 roku uzyskał stypendium Fundacji na rzecz Nauki Polskiej. Zajmuje się fizykochemią zjawisk międzyfazowych, katalizą oraz adsorpcją.

## Prace badawcze
- Adsorpcja i kinetyka adsorpcji substancji biologicznie czynnych z fazy ciekłej na węglach aktywnych (2003)
- Opis adsorpcji na nanorurkach węglowych – podejście analityczne i symulacje komputerowe (2010)

## Wybrane publikacje
- Effect of the Carbon Surface Layer Chemistry on Benzene Adsorption from the vapour Phase and from Dilute Aqueous Solutions Langmuir, s. 12257-12267
- GCMC Simulations of Ar adsorption in new model of non-graphitizing activated carbon. How realistic is the pore size distribution calculated from adsorption isotherms using standard methods?, Physical Chemistry Chemical Physics 9 (2007) 5919-5929
- Testing isotherm models and recovering empirical relationships for adsorption in microporous carbons using virtual carbon models and grand canonical Monte Carlo simulations, Journal of Physics: Condensed Matter 20, 385212-1-15
- Adsorption from aqueous solutions on opened carbon nanotubes – organic compounds spped up delivery of watere from inside, Physical Chemistry Chemical Physics 11, 9341-9345
- Simple model of adsorption on external surface of carbon nanotubes – a new analytical approach basing on molecular simulation data, Adsorption , 16, 2010, 197-213